# Otišić
Otišić falu Horvátországban Split-Dalmácia megyében. Közigazgatásilag Vrlikához tartozik.

## Fekvése
Splittől légvonalban 38, közúton 63 km-re északra, községközpontjától légvonalban 7, közúton 11 km-re délkeletre, a Svilaja-hegység északkeleti lábánál, a Peruča-tótól nyugatra fekszik. Településrészei Draga Otišićka, Gaj, Poljana, Dubrava, Ječmište, Krivošija, Ograde, Poljice Otišićko, Rudopolje Sinjsko, Svilaja, Ševina Njiva, Tavan és Vlake.

## Története
A település környéke különösen gazdag vízfolyásokban, melyet a Cetina és mellékvizei jelentenek. A vidék számos forrása már ősidők óta ide vonzotta az embereket és hozzájárult a korai települések fejlődéséhez. Az i. e. 1900 és 1600 között itt élt cetinai kultúra népe pásztorkodásból élt és megmunkálta a rezet. A település területéről, különösen Vlake nevű településrészéről  ennek a kultúrának számos emléke, erődített települések és halomsírok kerültek elő. Otišić közelében egy barlangban nagyon értékes leletekre, egy bronz kardra, ékszerekre és más leletekre is bukkantak. A leletek alapján szakemberek arra következtetnek, hogy a térség már a bronzkorban eléggé benépesült. A késő bronzkorban élt itt az első ismert nép, az illírek egyik törzse a dalmaták, akik pásztornépek voltak és hosszú ideig sikeresen álltak ellen a római támadásoknak. A rómaiaknak csak 9-ben sikerült teljesen megszállni e területet, amelyet Dalmácia tartományhoz csatoltak. Az itt élő dalmaták idővel romanizálódtak és amint azt a számos római kori lelet is tanúsítja, átvették a római életmódot és kultúrát. A Római Birodalom gyengülésével Vrlika vidéke barbár népek uralma alá került.
Területe 1688-ban Knin velencei ostromával egy időben szabadult fel a török uralom alól. Ezt követően Boszniából és Hercegovinából érkezett új keresztény lakosság, köztük mintegy háromszáz pravoszláv család erre a vidékre. Otišićre ezeknek a családoknak egy részét telepítették be. Az 1714-ben kitört velencei-török háború során rövid időre újra török kézre került, de a háború végén 1718-ban az új határt már a Dinári-hegységnél húzták meg és ezzel végleg velencei kézen maradt. A Kninhez tartozó területen 1735 és 1737 között készített velencei összeírás „Ottissich” alakban említi. 1797-ben a Velencei Köztársaság megszűnésével a település a Habsburg Birodalom része lett. 1806-ban Napóleon csapatai foglalták el és 1813-ig francia uralom alatt állt. Napóleon bukása után ismét Habsburg uralom következett, mely az első világháború végéig tartott. 1857-ben 1010, 1910-ben 1924 lakosa volt. Az I. világháború után rövid ideig az Olasz Királyság, ezután a Szerb-Horvát-Szlovén Királyság, majd Jugoszlávia része lett. A második világháború idején olasz csapatok szállták meg. A háború után a település a szocialista Jugoszlávia része lett. 1991-től a független Horvátországhoz tartozik. Ekkor lakosságának 99 százaléka szerb nemzetiségű volt. A délszláv háború során szerb lakói csatlakoztak a Krajinai Szerb Köztársasághoz. 1995 augusztusában a Vihar hadművelet során foglalták vissza a horvát csapatok. Szerb lakossága nagyrészt elmenekült, csak néhány idős ember maradt a faluban. Lakossága 2011-ben mindössze 23 fő volt.

## Lakosság
| Lakosság változása | Lakosság változása | Lakosság változása | Lakosság változása | Lakosság változása | Lakosság változása | Lakosság változása | Lakosság változása | Lakosság változása | Lakosság változása | Lakosság változása | Lakosság változása | Lakosság változása | Lakosság változása | Lakosság változása | Lakosság változása |
| ------------------ | ------------------ | ------------------ | ------------------ | ------------------ | ------------------ | ------------------ | ------------------ | ------------------ | ------------------ | ------------------ | ------------------ | ------------------ | ------------------ | ------------------ | ------------------ |
| 1857               | 1869               | 1880               | 1890               | 1900               | 1910               | 1921               | 1931               | 1948               | 1953               | 1961               | 1971               | 1981               | 1991               | 2001               | 2011               |
| 1.010              | 1.099              | 1.204              | 1.497              | 1.657              | 1.924              | 1.929              | 1.957              | 1.668              | 1.631              | 1.534              | 1.230              | 1.191              | 1.006              | 20                 | 23                 |

## Nevezetességei
- Mihály arkangyal tiszteletére szentelt szerb pravoszláv temploma 1889-ben épült. Egyhajós épület félköríves apszissal, homlokzata felett pengefalú harangtoronnyal, benne két haranggal. Az oldalfalakon kétoldalt hosszúkás, felül ívelt ablakok találhatók.
- Vrlika késő kőkorszaki és kora bronzkori régészeti lelőhely.